# Geschichte der buddhistischen Philosophie
Geschichte der buddhistischen Philosophie ist ein philosophisches Werk von Volker Zotz, das sich mit der Entwicklung der Traditionen des buddhistischen Denkens beschäftigt. Es gilt mit den Arbeiten von Edward Conze, Erich Frauwallner und David J. Kalupahana als ein grundlegendes Werk zum Thema.

## Entstehung und Erscheinen
Das Werk erschien erstmals 1996 in der von Ernesto Grassi gegründeten Rowohlts deutschen Enzyklopädie. Als die letzte und aktuelle Fassung gilt die 2007 in Warschau erschienene polnische Ausgabe.
Geschrieben wurde das Buch in Kyōto, wo Zotz seit 1994 eine „Forschungstätigkeit am Institut für buddhistische Kultur der Ryūkoku-Universität“ wahrnahm.

## Inhalt

### Übersicht
Im Unterschied zu den Werken über die buddhistische Philosophiegeschichte von Conze und Frauwallner, die sich auf den indischen Raum beschränken, und Kalupahana, der über den indischen Buddhismus hinaus einzelne Entwicklungen wie Zen behandelt, untersucht die Geschichte der buddhistischen Philosophie von Zotz die Entwicklung des buddhistischen Denkens im ganzen Bereich von Süd- und Ostasien. Das Buch geht darüber hinaus auf die Rezeption des Buddhismus in Europa ein und fragt am Ende nach der Bedeutung, die eine Begegnung mit der Philosophie des Buddhismus für die westliche Kultur haben könnte.

### Gliederung
Das Buch gliedert sich in eine zweiteilige Einführung und zwölf Kapitel.
Einleitung: Buddhistische Philosophie?Hier wird die grundlegende Frage aufgeworfen, ob man den Begriff der Philosophie, der sich in Griechenland entwickelte, sinnvoll auf den Buddhismus anwenden lässt. Zotz mein, es „führt kein Weg an einem Gebrauch des Begriffs der Philosophie im globalen Sinn vorbei. Hinter seinem Reservieren für einen Kulturraum mit vermeintlich monolithischer Tradition verbergen sich oft ideologisch motivierte Versuche, das als eigen Erlebte gesondert und rein zu bewahren.“ Der zweite Teil der Einleitung behandelt unter anderem mit sprachlichen Barrieren und kulturellen Unterschieden Probleme der Buddhismus-Rezeption und übt Kritik an „der meist eitlen Gewissheit, verstanden zu haben.“
1. Kapitel: Die AnfängeHier wird das indische Denken vor dem Aufkommen des Buddhismus behandelt, wobei Zotz ausführlich auf Yajnavalkya und Mahavira eingeht, zu deren substantialistischer Auffassung er dann die frühbuddhistische Philosophie als eine Art Antithese darstellt.
2. Kapitel: Das HinayanaDieses Kapitel behandelt klassische buddhistische Schulen Indiens wie die ausgestorbenen Richtungen Mahasanghika, Pudgalavada, Sarvastivada und Sautrantika sowie die noch in Südasien dominierende Schule des Theravada.
3. Kapitel: Die Sutras des MahayanaHier werden die philosophischen Aussagen klassischer Texte wie Prajnaparamita-Sutras, Herz-Sutra, Diamant-Sutra, Lotos-Sutra, Vimalakirti-Sutra, Avatamsaka-Sutra, Nirvana-Sutra, Lankāvatāra-Sutra analysiert.
4. Kapitel: Zur praktischen Philosophie des indischen BuddhismusHier werden die Ethik und die Meditation des frühen Buddhismus sowie die Konzepte vom graduellen meditativen und ethischen Fortschritt des Menschen dargestellt.
5. Kapitel: Die philosophischen Schulen des MahayanaZotz behandelt in diesem Kapitel ausführlich das Denken von Nagarjuna und die verschiedenen Richtungen des Vijñānavāda.
6. Kapitel: Spätes Madhyamaka und der TantrismusHier werden im Wesentlichen Tantra und Vajrayana sowie die Philosophen Buddhapalita und Chandrakirti untersucht.
7. Kapitel: Buddhistisches Denken in ChinaIn diesem Kapitel setzt sich Zotz mit philosophischen Schulen wie Lüzong, Dilun zong, Jingtu zong, Chan zong, Tiantai zong, Huayan zong, Faxiang zong, Mizong auseinander, wobei er meint: „Wie buddhistisch der Buddhismus bei seiner Rezeption in China blieb, fragt sich vor diesem Hintergrund legitim.“
8. Kapitel: Japanischer BuddhismusHier werden neben einer Darstellung der Gesamtentwicklung des japanischen Buddhismus die Lehren von Dōgen und Shinran in ihrer Relevanz für die Philosophie gewürdigt.
9. Kapitel: Buddhistisches Denken in TibetDas Kapitel stellt die Weiterentwicklungen dar, die der Buddhismus in Tibet unter anderem durch das Wirken von Gampopa und Tsongkhapa genommen hat.
10. Kapitel: Moderne StrömungenHier greift Zotz Ideen neuerer buddhistischer Denker aus Indien, Thailand, Sri Lanka und Japan auf, darunter Bhimrao Ramji Ambedkar, K. N. Jayatilleke, Pridi Phanomyong und Manshi Kiyozawa.
11. Kapitel: Zur Buddhismus Rezeption in EuropaAn der Einschätzung des Buddhismus bei Johann Gottfried Herder, Hegel und Schopenhauer wird hier das Entstehen der grundsätzlichen abendländischen Urteile über den Buddhismus gezeigt. Zotz unterzieht hier auch Georg Grimm und Paul Dahlke einer Kritik.
12. Kapitel: Leitmotive buddhistischen Denkens und der WestenIm Schlusskapitel konfrontiert Zotz die vom Anatman bestimmte buddhistische Philosophie mit dem Hauptstrom abendländischen Denkens, dem er eine Tendenz zum Totalitarismus zuspricht, die er in der griechischen Metaphysik, dem christlichen Monotheismus und dem „römischen Imperialismus“ wurzeln sieht. Die Auseinandersetzung mit dem Denken des Buddhismus erscheint vor diesem Hintergrund als die Chance eines Korrektivs.

## Rezeption des Buchs
Die Geschichte der buddhistischen Philosophie fand in wissenschaftlichen wie in buddhistischen Kreisen ein Echo. Thomas Immoos hielt es für bedeutend, dass Zotz „seine Ausführungen mit Fragezeichen beginnt, ob der Begriff "Philosophie", der in einer spezifischen Situation in Griechenland entstand, hier überhaupt sinnvoll angewandt wird.“ Auch sieht es Immoos als wichtig an, dass Zotz die Entwicklung des Buddhismus aus der vorangegangenen Geistesgeschichte Indiens betont: Dass „der Buddhismus seine Wurzeln im indischen Denken früherer Epochen hat, gewinnt hier Anschaulichkeit durch das vorzügliche Kapitel über die Vorgeschichte, das auf die ökonomischen und gesellschaftlichen Wandlungen nach der arischen Einwanderung eingeht, nach denen das Subjekt als Leben, Dasein und Sterben des Einzelnen in den Mittelpunkt des Denkens tritt.“ Immoos urteilt: „Dieses anspruchsvolle Werk dient dem bereits gebührend eingeweihten Leser als vorzügliches ‚Floß zum Überqueren des Flusses'.“
Zotz hinterfragt in der Geschichte der buddhistischen Philosophie das verbreitete Verständnis buddhistischer Lehren wie Karma und Wiedergeburt. Wie Ulrich Dehn zeigte, bezweifelte Zotz, ob „der Gedanke der Wiedergeburt, der sich einer Kombination aus karmischem Denken und der Lehre des Pratityasamutpada verdankt, wirklich für die Anliegen des Buddhismus unverzichtbar sei.“ Darüber hinaus stellte Dehn fest: „Die Lehren von Anatman und bedingtem Entstehen betrachtet Zotz offenbar als selbstevident aus dem Erkenntniserleben des meditativen Weges hier und jetzt. Das Sich-erinnern an frühere Leben kann eine der Erkenntnisse sein, muss sich aber nicht zwangläufig einstellen.“
Für die damals buddhistische Rezensentin Regine Leisner war es bedeutend, dass Zotz den Buddhismus in diesem Buch als eine innere Einheit darstellte. „Dabei gelingt es ihm, die einzelnen Schulen und Richtungen nicht trocken und langweilig zu definieren und voneinander abzugrenzen, sondern die Dynamik und innere Logik aufzuzeigen, nach der sie sich in Abhängigkeit voneinander herausgebildet haben, indem Gedankengänge und Schwerpunkte von Buddhas Lehre immer wieder neu aufgegriffen, durchdacht und ausformuliert, miteinander verknüpft und gegenseitig beantwortet wurden.“
Mit der Geschichte der buddhistischen Philosophie begann eine als Euromasochismus-Debatte bezeichnete Diskussion. Diese ging davon aus, dass Zotz im Schlusskapitel die Geschichte und aktuelle Situation Europas als wenig pluralistisch und latent totalitär kritisierte. Dem wurde von Jens Heise widersprochen, der trotz Wertschätzung der Leistungen von Zotz zur Erforschung buddhistischer Philosophie befürchtete, „daß westliches Denken schlicht auf den Kontrast zum buddhistischen herabgestimmt ist und nur als Totalitarismus auftritt.“.
Ähnlich wie Heise urteilte Elisabeth Endres: "Ein Einwand. So richtig Volker Zotz die Verdienste und die Defizite der europäischen Buddhismusrezeption einordnet, so sehr verrennt er sich [...] in einen Euromasochismus. Alles was sich vom christlichen Monotheismus herleitet, ist für ihn totalitär, gefährlich und moralisch minderwertig." Ludger Lütkehaus zufolge tut Zotz “alles, seinen Ruf als 'Euromasochist' zu verdienen, ohne umstandslos zum Buddhophilen zu werden.” Zotz hat solchen Interpretationen des Schlusskapitels der Geschichte der buddhistischen Philosophie in einem im Jahr 2000 erschienenen Werk widersprochen: „Jedes interkulturelle Lernen bedarf wie alles Lernen des Gewahrseins eigener Schwachpunkte. [...] Parteilich erwähne ich Mängel Europas und Stärken Asiens. Mich interessieren vor allem eigene Fehler und anderer Vorzüge - eine wichtige Voraussetzung, will ich lernen, statt nur 'objektiv' beschreiben.“

## Einzelbelege
1. ↑  Edward Conze: Buddhistisches Denken. Drei Phasen buddhistischer Philosophie in Indien. Insel, Frankfurt am Main (Ffm.) u. Leipzig 1988, 2. Aufl. Suhrkamp (st 1772), Ffm. 1994, ISBN 3-518-38272-1, Insel (it 3248), Ffm. 1. Aufl. 2007, ISBN 978-3-458-34948-8
2. ↑  Erich Frauwallner: Die Philosophie des Buddhismus, 5. Aufl. - Berlin: Akademie-Verlag, 2010. ISBN 978-3-05-004531-3
3. ↑  David J. Kalupahana (1994), A History of Buddhist Philosophy, Delhi: Motilal Banarsidass
4. ↑  Volker Zotz: Geschichte der buddhistischen Philosophie. Reinbek bei Hamburg: Rowohlt 1996 ISBN 3-499-55537-9
5. ↑  Volker Zotz: Historia filozofii buddyjskiej, Wydawnictwo WAM, 2007, ISBN 978-83-7318-878-5
6. ↑  Volker Zotz: Geschichte der buddhistischen Philosophie. Reinbek bei Hamburg: Rowohlt 1996, ISBN 3-499-55537-9, S. 2
7. ↑  Geschichte der buddhistischen Philosophie, S. 12
8. ↑  Geschichte der buddhistischen Philosophie, S. 28
9. ↑  Geschichte der buddhistischen Philosophie, S. 176
10. ↑  Thomas Immoos in OAG Notizen (Deutsche Gesellschaft für Natur- und Völkerkunde Ostasiens, Tokyo) 4/1998, S. 26–27.
11. ↑  Ulrich Dehn: „Säkularisierung und Buddhismus.“ In: Christina von Braun, Wilhelm Gräb, Johannes Zachhuber: Säkularisierung: Bilanz und Perspektiven einer umstrittenen These. Berlin 2007 (ISBN 978-3-8258-0150-2), S. 164
12. ↑  Ulrich Dehn: „Säkularisierung und Buddhismus“, S. 164
13. ↑  Regine Leisner in Lotusblätter 1/1997, S. 52
14. ↑   Jens Heise in Nachrichten der Gesellschaft für die Natur- und Völkerkunde Ostasiens. Zeitschrift für Kultur und Geschichte Ost- und Südostasiens 161-162, 1997
15. ↑  Süddeutsche Zeitung vom 11. Januar 1997
16. ↑  Ludger Lütkehaus: Neue Zürcher Zeitung vom 8. März 2001
17. ↑  Volker Zotz: Auf den glückseligen Inseln. Buddhismus in der deutschen Kultur. Berlin 2000, S. 360